# كورا
كْوَرا (بالإنجليزية: Quora)‏ هو موقع إلكتروني للسؤال والإجابة، حيث تُطرح الأسئلة ويُجاب عليها، ويتم تعديلها وتنظيمها بواسطة مستخدمي الموقع. تحتوي على العديد من اللغات ومنها (العربية والعبرية والإنجليزية والالمانية والاسبانية الخ..) يقع مقر شركة كْوَرا الناشرة للموقع في ماونتن فيو بكاليفورنيا.
أُسست الشركة في يونيو عام 2009، وأُتيح الموقع الإلكتروني للاستخدام في 21 يونيو 2010. يتعاون المستخدمون مع بعضهم بتعديل الأسئلة واقتراح إضافات لإجابات المستخدمين الآخرين.
تم تاسيس النسخة العربية عام 2019
تقوم فكرة إنشاء الموقع على أن معظم الخبرات والمعرفة والأراء البشرية مازالت غير متاحة على الإنترنت، لكنها توجد في الكتب وخبرات الناس، وقليل منها فقط يوجد على الإنترنت. يهدف موقع كْوَرا إلى مشاركة كل المعرفة المتاحة في العالم عن طريق مساهمة الناس في هذه القاعدة المعرفية، وتمكين الجميع من الوصول إليها مهما كانت الاسئلة فمن الممكن أنه هناك أُناس يعرفون الاجوبة.

## التاريخ
أسس كْوَرا أدام دانجلو وتشارلي شيفر موظفي فيسبوك السابقين. استقال دانجلو من منصبه في فيسبوك في يناير 2010 لإنشاء كْوَرا. قال دانجلو أنه وتشيفر أُلهموا بفكرة إنشاء كْوَرا لأنهما يعتقدان أنه بالرغم من انتشار مواقع السؤال والإجابة بكثرة على الإنترنت إلا أنها ليست بالجودة الكافية. تنامى عدد مستخدمي كْوَرا بشكل سريع في ديسمبر 2010.
قُدر عدد زائري موقع كْوَرا بنحو 100 مليون زائر شهرياً في مارس 2016. أُعيد تصميم موقع كْوَرا في يونيو 2011 لتسهيل الوصول إلى المعلومات وتصفح الموقع بسهولة أكثر. أطلقت كْوَرا تطبيقاً لها على متجر آيفون في 29 سبتمبر 2011، ثم أطلقت تطبيقاً لهواتف أندرويد في 5 سبتمبر 2012.
أعلنت كْوَرا في سبتمبر 2012 أن الشريك المؤسس تشارلي شيفر قد تنحى عن عمله اليومي في الشركة، ومع ذلك، سيستمر بالعمل في دور استشاري. أطلقت كْوَرا منصة تدوين في يناير 2013.
أطلقت كْوَرا خاصية البحث النصي الكامل عن الأسئلة والإجابات على موقعها في 20 مارس 2013، وزودت الهواتف الذكية بهذه الخاصية في نهاية مايو من نفس العام. أعلنت أيضاً في مايو 2013 أن كل مقاييسها قد تضاعفت بمقدار ثلاثة مرات بالنسبة لنفس الوقت من العام الماضي.
قدمت كْوَرا خاصية جديدة في نوفمبر 2011، سُميت الإحصائيات. تسمح هذه الخاصية لمستخدمي كْوَرا برؤية ملخص وإحصائيات مفصلة تظهر عدد المستخدمين الذين عرضوا أسئلتهم وإجاباتهم، أو أيدوها بتصويتهم، أو تابعوها أو شاركوها.
نشرت مدونة تك كرانش تقريراً عن كْوَرا. جاء فيه أن كْوَرا ليس لديها أي خطط حالية لتحقيق دخل مادي، ومع ذلك، فإن إعلانات البحث ستكون آخر مصدر تمويل تلجأ إليه كْوَرا.
أُعلن في أبريل 2014، أن كْوَرا جنت 80 مليون دولار من شركة تايجر للإدارة ‏ (شركة تمويل واستثمار)، باستثمار قيمته 900 مليون دولار. كانت كْوَرا أيضاً ضمن أعضاء المجموعة الصيفية للشركات التي ستتلقى أموال استثمار شركة واي كومبيناتور في عام 2014.
اشترت كْوَرا شبكة التواصل الاجتماعي بارليو في مارس 2016. بدأت أيضاً كْوَرا طرحاً محدوداً للإعلانات على الموقع.
أُطلق موقع كْوَرا باللغة الإسبانية في أكتوبر 2016. تبع ذلك، الإعلان عن نسخة مصغرة من موقع كْوَرا باللغة الفرنسية في بداية عام 2017.

## عمل الموقع
تطلب كْوَرا من مستخدميه أن يستخدموا أسمائهم الحقيقية عند التسجيل على الموقع، فضلاً عن اختيار اسم مستخدم ومع ذلك، فإن تأكيد الأسماء غير مطلوب، ويُمكن لمستخدمي الموقع التبليغ عن الأسماء الخاطئة. جاء ذلك بهدف إضفاء مصداقية ظاهرية على الأجوبة، لكن تحتوي كْوَرا أيضاً آلاف الاجابات المجهولة، يدعمها آلاف من التصويتات.
يضطر الزائرون الغير راغبين في تسجيل الدخول إلى الموقع أو استخدام ملفات تعريف الارتباط إلى اللجوء لحلول بديلة لاستخدام الموقع. يُمكن للمستخدمين تسجيل الدخول أيضاً بواسطة حسابات جوجل أو فيسبوك الخاصة بهم، وذلك باستخدام بروتوكل الهوية المفتوحة. كما يُمكن لهم التصويت بدعم أو دحض الاجابات، واقتراح إضافات لإجابات مستخدمين آخرين. يضم مجتمع كْوَرا بعض الأشخاص المعروفين جيداً، مثل جيمي والاس وأدريان لامو.
قام كْوَرا بتطوير خوارزميته لتقييم الأجوبة، وتعمل تلك الخوارزمية بشكل مشابة لصفحة التقييم الخاصة بجوجل. تستخدم شركة كْوَرا تقنية الحوسبة المرنة لأمازون لاستضافة الخوادم التي تُشغل الموقع.

## فلترة الأسئلة
تمتلك كْوَرا حالياً وسائل مختلفة لترشيح الأسئلة للمستخدمين، ومنها:
- أسئلة الصفحة الرئيسية.
- الترشيحات: يكون لكل مستخدم صفحة شخصية محدد فيها المواضيع والمجالات التي يهتم بها. كما تقوم كْوَرا أيضاً بتوفير أسئلة متعلقة بتفضيلات المستخدم التي حددها مسبقاً على صفحته، وسيقود ذلك المستخدم إما للإجابة على الأسئلة أو الإشارة إلى مستخدم آخر للإجابة عليها.
- الملخص اليومي: تُرسل كيُورا بريد إلكتروني يومي للمستخدم، يحتوي على مجموعة من الأسئلة، لكل منها إجابة واحدة، وهي الإجابة التي حصلت على أفضل تصويت مما يجعلها أفضل إجابة.
- أسئلة متعلقة: يعرض كْوَرا في هذه الطريقة مجموعة من الأسئلة للمستخدم على جانب الصفحة، سواء كان المستخدم مسجلاً دخوله أو لا، وتكون هذه الأسئلة متعلقة بالأسئلة الحالية. يساعد هذا المستخدم على تصفح الأسئلة وإيجاد ما يتعلق بتفضيلاته.
- اطلب الإجابة: يقوم المستخدم بواسطة هذه الخاصية بترشيح مستخدم آخر، يراه مناسباً للإجابة على السؤال.

استلمت كْوَرا تمويلاً من بينشمارك كابيتا ‏ل قيمته 11 مليون دولار في مارس 2010، وحقق ذلك 86 مليون دولار لبينشمارك.
استثمرت كيورا 50 مليون دولار في فئة الاستثمارات الثانية في مايو 2012، وكانت نتيجة ذلك رفع قيمة الشركة إلى 400 مليون دولار، بقيمة استثمار كلي بلغ 61 مليون دولار. استثمر أيضاً الشريك المؤسس دانجلو والذي يملك 0.8% من فيسبوك، 20 مليون دولار من ماله الخاصة في فئة الاستثمارات الثانية.
أعلنت كْوَرا في أبريل 2014 عن استثمار الفئة الثالثة بقيمة 80 مليون دولار، مما جعل قيمة الشركة تصل إلى 900 مليون دولار. أدار الاستثمار شركة تايجر للإدارة.

## استقبال وسائل الاعلام
تحدثت وسائل الاعلام بكثرة عن كْوَرا في عام 2010.
نجح كْوَرا في الجمع بين سمات فيسبوك وتويتر، طبقاً لروبرت سكوبل ‏. انتقد روبرت كْوَرا لاحقاً في 2011، بخصوص كونه يمثل خدمة رائعة للتدوين، وبالرغم من كونه موقع جيد للسؤال والإجابة إلا أنه ليس أفضل فعلياً من المواقع المنافسة.
كان دانجلو وشيفر ضمن خمسة أسماء وُصفوا في مقالة بواسطة سي إن إن للاقتصاد في عام 2010، أنهم «أذكى مهندسين في المرتبة الثانية» في «أذكى الناس في التقنية». كما تم وضعهما في قائمة «أفضل 30 رجل أعمال تحت عمر الثلاثين» في مجلة إنك في عام 2011.
احتلت الولايات المتحدة المركز الأول في قاعدة المستخدمين في كيورا في عام 2017 بنسبة 37.9%، تبعتها الهند بنسبة 15.8%، طبقاً لألكسا.

## تعديل المحتوى
يوفر كْوَرا العديد من الوسائل المختلفة التي تتيح تعديل المحتوى المنشور بواسطة المستخدمين. يتم معظم تعديل المحتوى بواسطة المستخدمين.
- التصويت بالإيجاب أو السلب: هي خاصية تتيح للمستخدمين تقييم الإجابات بناءاً على رؤيتهم لمدى إفادتها ودقتها. تُساعد هذه الخاصية في الحفاظ على جودة المحتوى المنشور على الموقع.[54] يزداد تقييم الإجابة كلما حصلت على تصويت إيجابي أكثر، وبالتالي تظهر في مقدمة نتائج البحث المتعلقة بالسؤال.
- التبليغ عن إجابة: هي خاصية تتيح للمستخدمين إبلاغ الموقع عن إجابة، قد تحتوي على سرقة أدبية أو مضايقة أو بريد إلكتروني ضار أو مقالات غير صحيحة...إلخ. يساعد هذا في بقاء المحتوى دون المستوى تحت التدقيق.
- وسائل تعديل المحتوى: تتيح للمستخدمين اقتراح تعديلات لتحسين مقالة ما، وذلك بالسماح لهم بإجراء تعديلات عليها. تظهر هذه التعديلات أيضاً للمستخدم الذي أنشأ المقالة في الأساس.

## مخاوف الهوية المجهولة
يسمح كْوَرا للمستخدمين بإنشاء حسابات شخصية تحمل أسمائهم الحقيقية، كما يستطيعون إضافة صور ومتابعة المواضيع التي تحظى باهتمامهم، وكذلك متابعة مستخدمين آخرين والأسئلة التي أجابوها...إلخ.
يستطيع المستخدمين إبقاء الإعدادات السابقة خاصة، بحيث لا يطلع عليها سواهم. يُمكن لكل مستخدم له حساب شخصي أن يطلع على آخر النشاطات المتعلقة بالمواضيع التي يهتم بها على الصفحة الرئيسية للموقع، وتكون مرتبة زمنياً من الأحدث إلى الأقدم.
أشار المُدون إيفان كيريجين في أغسطس 2012 أنه يُمكن لمُتابعيه أن يطلعوا على نشاطه على الموقع، بما في ذلك الأسئلة التي اطلع عليها، واستجابة لذلك، توقفت كْوَرا عن إظهار الأسئلة المُعاينة في آخر نشاطات المستخدم، لاحقاً في نفس الشهر. يسمح كْوَرا بشكل افتراضي لمحركات البحث الوصول إلى صفحات المستخدمين الشخصية، بما في ذلك أسمائهم الحقيقية.
يفرض كْوَرا قيوداً على عدم الكشف عن هوية المستخدم، على عكس معظم مواقع المعلومات الأخرى. يسمح كْوَرا بنشر الأسئلة والأجوبة دون الكشف عن هوية المستخدم، لكنه لا يسمح بنشر تعليقات مجهولة الهوية رداً على الإجابات.
لم يعد ممكناً للمستخدمين مجهولي الهوية أن يقوموا بالتصويت بالإيجاب أو التعليق أو دمج الأسئلة أو اقتراح إضافات أو إرسال طلبات إجابة. فُعلت هذه التقييدات الجديدة لوقف التعليقات السلبية من المستخدمين مجهولي الهوية. تستخدم بعض المواقع الأخرى مثل ويكيبيديا وستاك إكستشنج المشاركة الجماعية لعدد من المستخدمين لتأكيد أو دحض المحتوى غير المرغوب به. لم يستخدم كْوَرا هذا النظام بعد.
يدور الجدل الحالي حول تقييد أرشيف الإنترنت لآلة واي باك بدرجة ما من متطلبات كُورا، حيث أن الأسئلة والإجابات على الموقع تفرض نوعاً ما من تحقيق الشخصية. حُجبت ألة واي باك بشكل كامل من رؤية أرشيف الإنترنت لكٌيورا

### المنشورات
أثار كْوَرا الجدل حول استخدام معيار استبعاد الروبوتات لمنع ألة أرشيف الإنترنت واي باك من الإطلاع على أرشيف الموقع، وحسب السبب المعلن فإن واجهة برمجة التطبيقات لألة واي باك اعتباراً من عام 2016 لن تسمح للمستخدمين بمراقبة الإجابات التي قد يندمون على نشرها في السابق. أٌثيرت الانتقادات حول مصير بيانات موقع كْوَرا إن أُغلق الموقع يوماً ما، واقتُرح استخدام ستاك أوفر فلو كبديل أرشيفي سهل.

### برنامج أفضل كُتَّاب
قدمت كْوَرا في نوفمبر 2012 برنامج أفضل كُتَّاب كوسيلة لتحديد الأفراد الذين كان لهم مساهمات قيمة في محتوى الموقع، وتشجيعهم على المواصلة. يتم دعوة أفضل الكُتَّاب في مناسبات متباعدة، ويتسلموا هدايا مثل قطع ملابس من علامات تجارية وكتب.
تؤمن الشركة أنه برعاية مجموعة من المستخدمين الأساسيين، على وجه الخصوص، الذين يستثمرون في الموقع، فإن البرنامج يقوم برد فعل ارتجاعي طبقاً لمشاركة المستخدم.

## انتقادات
في 2019، تعرضت كوورا لدعوى قضائية جماعية [الإنجليزية] بعد خرق بيانات حوالي 100 مليون مستخدم للموقع في العام السابق.
تعرضت كوورا لانتقادات ودعوى قضائية لانحيازها لليمين اليهودي المتطرف وتضييقها على المستخدمين الداعمين لحقوق الشعب الفلسطيني. في 2019، كتبت الناشطة اليهودية بني بلند مقالًا في موندوايس حول منع حسابها في كورا بسبب تأييدها لمنشورات الدكتورة الأكادمية الفلسطينية ريما نجار النشطة في الموقع، وفي نهاية العام، قامت ريما نجار بمقاضاة الموقع لحذف منشوراتها ومنعها من المشاركة، ولكنها تخلت عن القضية بعد ثلاثة أشهر.

## جدول زمني
| التاريخ     | الحدث | التفاصيل |
| ----------- | ----- | --- |
| يونيو 2009  | مُنتَج  | تأسيس موقع كْوَرا                                                                                             |
| مارس 2010   | تمويل | ازدادت قيمة كْوَرا بمقدار 11 مليون دولار في الفئة ايه، بعد استثمار بينشمارك كابيتال.                          |
| يونيو 2010  | مُنتَج  | أعلن كْوَرا أنها ستفتح باب المساهمة للعامة.                                                                   |
| يناير 2011  | فريق  | ترك مارك بودنيك شركة إيليفيشن بارتنرز للإنضمام إلى كْوَرا.                                                    |
| فبراير 2011 | تقنية | اختيار كُيور للغة البرمجة سي بلس بلس بدلاً من سي لخدماتها مرتفعة الأداء.                                      |
| يوليو 2011  | مُنتَج  | أضاف كْوَرا الفيديو لصفحات الأسئلة والإجابات خاصتها.                                                          |
| يوليو 2011  | مُنتَج  | بدأ كْوَرا بقبول الأموال من خلال البطاقات الإئتمانية في مقابل طلبات الإجابة عن أسئلة.                         |
| سبتمبر 2011 | مُنتَج  | أضاف كْوَرا خاصية التعليقات المترابطة والتصويت للتعليقات.                                                     |
| مايو 2012   | تمويل | استثمر بيتر ثيل وأدام دانجلو 50 مليون دولار في الفئة الثانية في كيورا.                                      |
| سبتمبر 2012 | فريق  | رحيل تشارلي شيفر الشريك المؤسس للشركة.                                                                      |
| نوفمبر 2012 | مُنتَج  | تقديم كْوَرا لبرنامج أفضل الكُتاب.                                                                             |
| يناير 2013  | مُنتَج  | تقديم كْوَرا للمدونات.                                                                                        |
| مارس 2013   | مُنتَج  | قدمت كْوَرا سياسية التخلص من الصورة بشكل نهائي للإجابات فقط.                                                  |
| أبريل 2014  | تمويل | استثمرت شركة تايجر العالمية للإدارة وشركة واي كومبيناتور 80 مليون دولار في الفئة سي في كْوَرا.                |
| يناير 2016  | مُنتَج  | إعلان كْوَرا عن نظام المكافأت، حيث تعرض مكافأه مالية لأفضل إجابة (مختارة بواسطة صاحب السؤال) على أسئلة محددة. |
| مارس 2016   | مُنتَج  | اشترت كْوَرا موقع بارليو، موقع سؤال وإجابة أُنشئ بواسطة وائل غنيم.                                             |
| أبريل 2016  | مُنتَج  | أعلنت كْوَرا أنها ستبدأ باختبار الإعلانات على بعض صحف الإجابات.                                               |
| مايو 2016   | فريق  | رحيل مارك بودنيك مدير أعمال كْوَرا ورئيس الفريق الإشرافي.                                                     |
| أغسطس 2016  | مُنتَج  | إعلان كْوَرا عن استخدامها للغة الإسبانية ضمن لغات عرض الموقع.                                                 |
| نوفمبر 2016 | فريق  | أُعلن كيلي باتلز كمدير مالي للشركة.                                                                          |

## وصلات خارجية
- الموقع الرسمي